# Arthur Sullivan
Sir Arthur Seymour Sullivan, angleški skladatelj, glasbeni teoretik, orglar in dirigent, * 13. maj 1842, London, † 22. november 1900, London. 
Sulivanov umetniški opus obsega 23 oper, 13 velikih orkestrskih del, osem zborovskih del in oratorijev, dva baleta, scensko glasbo za več iger ter številne hvalnice in druga nabožna dela, pesmi, salonske balade, božične pesmi ter klavirske in komorne skladbe.

## Življenjepis
Sullivan je leta 1856 pričel s študijem glasbe na londonski »Royal Academy of Music«, med letoma 1858 in 1861 pa je študiral kompozicijo na konservatoriju v Leipzigu pri Ignazu Moschelesu in Carlu Reineckeju.
1876 je postal ravnatelj nacionalne glasbene šole (kasneje se je preimenovala v »Royal College of Music«). Leta 1883 ga je kraljica Viktorija imenovala za viteza. Med letoma 1880 in 1898 je bil direktor Glasbenega festivala v Leedsu.

## Delo
Sullivan je najbolj poznan po svojem opernem sodelovanju z libretistom Williamom Schwenckom Gilbertom, v okviru katerega so nastala še danes priljubljena dela, npr. H.M.S. Pinafore, The Pirates of Penzance in Mikado.
Poleg komičnih oper so najbolj znana Sullivanova dela njegove hvalnice in salonske pesmi, npr. Onward Christian Soldiers, The Absent-Minded Beggar in The Lost Chord . Pri kritikih najbolj sprejeta dela so bila med drugim Irska simfonija, Overture di Ballo, The Martyr of Antioch, The Golden Legend in od savojskih oper The Yeomen of the Guard. Sulivanova edina velika opera Ivanhoe je bila sprva zelo uspešna, po njegovi smrti pa le redko slišana.